# Alfabet nabateu
L'alfabet nabateu és un alfabet consonàntic (abjad) que va ser usat pels nabateus al segle ii aC. Se'n troben inscripcions importants a Petra, Jordània. L'alfabet és descendent de l'alfabet arameu via l'alfabet siríac. Una forma cursiva es va convertir en l'alfabet àrab el segle iv, i per això les formes de les lletres són intermèdies entre les escriptures semites més septentrionals (com ara l'hebreu) i l'àrab.
| Nabateu | Nom     | Alfabet àrab | Alfabet siríac | Alfabet hebreu |
| ------- | ------- | ------------ | -------------- | -------------- |
| Àlef    | Àlef    | ا/ء          | ܐ              | א              |
| Bet     | Bet     | ب            | ܒ              | ב              |
| Guímel  | Guímel  | ج            | ܓ              | ג              |
| Dal     | Dal     | ﺩ            | ܕ              | ד              |
| He      | He      | ه            | ܗ              | ה              |
| Waw     | Waw     | ﻭ            | ܘ              | ו              |
| Zain    | Zain    | ﺯ            | ܙ              | ז              |
| Ḥā      | Ḥā      | ح            | ܚ              | ח              |
| Taa     | Taa     | ﻁ            | ܛ              | ט              |
| Yaa     | Yaa     | ي            | ܝ              | י              |
| Kaf     | Kaf     | ﻛ/ك          | ܟܟ             | כ              |
| Lam     | Lam     | ل            | ܠ              | ל              |
| Mim     | Mim     | م            | ܡ              | מ              |
| Nun     | Nun     | ن            | ܢܢ             | נ              |
| Simkath | Simkath | س            | ܣ              | ס              |
| ʿAyn    | ʿAyn    | ع            | ܥ              | ע              |
| Fa      | Fa      | ف            | ܦ              | פ              |
| Sad     | Sad     | ص            | ܨ              | צ              |
| Qaf     | Qaf     | ﻕ            | ܩ              | ק              |
| Ra      | Ra      | ﺭ            | ܪ              | ר              |
| Xin     | Xin     | ش            | ܫ              | ש              |
| Taw     | Taw     | ﺕ            | ܬ              | ת              |